# NHL Winter Classic 2014
L'NHL Winter Classic 2014, conosciuta per motivi di sponsorizzazione come Bridgestone Winter Classic, è stata la sesta edizione dell'NHL Winter Classic, partita a cadenza annuale di hockey su ghiaccio all'aperto organizzata della National Hockey League (NHL). Svoltasi il 1 gennaio 2014 al Michigan Stadium di Ann Arbor, in Michigan, la partita valevole per la regular season vide affrontarsi i Detroit Red Wings, padroni di casa, ed i Toronto Maple Leafs, questi ultimi alla loro prima partecipazione all'evento; i Red Wings infatti vinsero l'edizione del 2009 contro i Chicago Blackhawks. I Toronto Maple Leafs superarono i Detroit Red Wings con il punteggio di 3-2 agli shootout, e grazie a questo successo li scavalcarono in classifica nella Metropolitan Division.
In origine la gara si sarebbe dovuta svolgere nel giorno di Capodanno del 2013, tuttavia la gara fu rimandata a causa del lockout che dimezzò la stagione 2012-2013. La partita fu la prima di sei gare disputate all'aperto nel corso della stagione regolare 2013-14, fra le quali quattro gare della NHL Stadium Series e la terza edizione dell'Heritage Classic. Le sei gare outdoor, trasmesse sui network nordamericani, servirono a riempire il vuoto lasciato dalla mancanza dell'All-Star Game a causa della concomitanza con i XXII Giochi olimpici invernali di Soči.

## Organizzazione

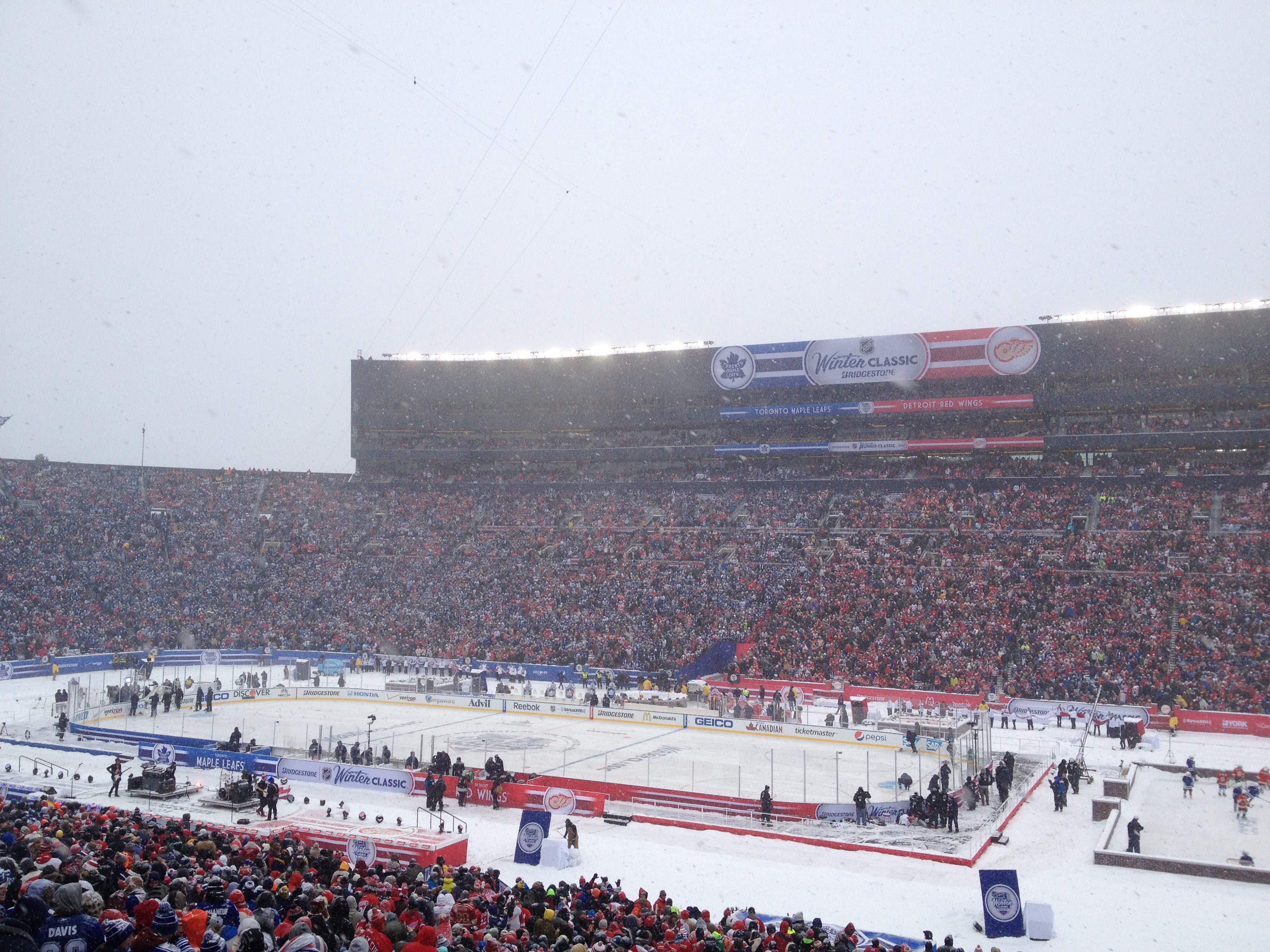
Vista del Michigan Stadium prima dell'inizio della gara.

### Annuncio iniziale
Dopo il successo del "The Big Chill at the Big House" al Michigan Stadium l'11 dicembre 2010, quando i Michigan Wolverines sconfissero i Michigan State Spartans per 5-0 di fronte a 104.173 spettatori, nacque l'idea di ospitare un'edizione dell'NHL Winter Classic. L'8 febbraio 2012 l'Università del Michigan iniziò ufficialmente a trattare con la NHL circa l'organizzazione del Winter Classic. Il giorno successivo la NHL annunciò al Comerica Park che il Winter Classic 2013 si sarebbe giocato al Michigan Stadium, mentre alcuni incontri della OHL e della AHL si sarebbero disputato proprio presso il Comerica Park.

### Cancellazione e rinvio
Il 2 novembre 2012 la NHL cancellò l'edizione del Winter Classic a causa del lockout. La lega annunciò in anticipo la cancellazione per evitare di pagare una penale contenuta nel contratto con l'Università per la concessione del Michigan Stadium. Durante l'annuncio il Deputy Commissioner della NHL Bill Daly dichiarò che nel 2014 il Winter Classic e gli eventi correlati si sarebbero svolti comunque ad Ann Arbor e a Detroit, confermando la sfida fra Maple Leafs e Red Wings. La partita fu presentata ufficialmente il 7 aprile 2013.
L'evento sarebbe stato il primo Winter Classic disputato in due diversi impianti. Il Winter Classic si sarebbe giocato al Michigan Stadium di Ann Arbor, il più grande impianto sportivo non motoristico del Nordamerica. Invece presso il Comerica Park di Detroit si sarebbe costruita un'altra pista per ospitare l'Hockeytown Winter Festival e l'NHL Alumni Showdown. In precedenza nessun Winter Classic era stato disputato in uno stadio dedicato al solo college football, ma in impianti di squadre professionistiche della Major League Baseball e della National Football League.
La sfida Red Wings-Maple Leafs, due delle franchigie originarie Original Six, rappresenta la prima gara nella storia dell'evento fra una franchigia statunitense ed una canadese; prima di allora infatti il Winter Classic era riservato a squadra americane, mentre l'Heritage Classic a quelle canadesi. Inoltre a causa del nuovo riallineamento delle squadre deciso prima dell'inizio della stagione 2013-14 i Red Wings and Maple Leafs diventarono anche rivali divisionali; fino all'anno prima i Red Wings erano inseriti nella Western Conference.

## Hockeytown Winter Festival
Il Comerica Park, nel centro di Detroit, fu sede degli eventi dell'Hockeytown Winter Festival, due settimane di appuntamenti che precedettero l'NHL Winter Classic del 2014. Fra le diverse manifestazioni il 27-28 dicembre 2013 si svolse un quadrangolare fra formazioni universitarie vinto dai Western Michigan Broncos. Il 29 dicembre invece si giocarono due gare della Ontario Hockey League, la prima fra Windsor Spitfires e Saginaw Spirit, mentre la seconda fra London Knights e Plymouth Whalers. Queste furono le prime gare di stagione regolare all'aperto della OHL. Gli Spitfires vinsero la prima gara per 6-5, mentre nell'altra i Whalers vinsero ai rigori per 2-1. Il 30 dicembre di fronte a 20.337 spettatori si giocò il settimo AHL Outdoor Classic fra le squadre AHL affiliate ai Detroit Red Wings e ai Toronto Maples Leafs, rispettivamente i Grand Rapids Griffins e i Toronto Marlies. Ai rigori vinsero i Marlies per 4-3.

## Partita

### Referto della partita
| Arbitri: | Dan O'Halloran Brian Pochmara |

| |                | |
| (P. Kessel, D. Phaneuf) J. van Riemsdyk 39:29 (D. Phaneuf) T. Bozak 44:41 | Marcatori      | 33:14 D. Alfredsson (H. Zetterberg, B. Smith) 54:28 J. Abdelkader (B. Smith) |
| J. van Riemsdyk J. Lupul T. Bozak | Shootout 1 – 0 | D. Alfredsson P. Dacjuk T. Tatar |
| J. Lupul - Cross-check - 11:04 - 2min D. Phaneuf - Trattenuta - 16:21 - 2min J. McClement - Bastone alto - 33:36 - 2min J. van Riemsdyk - Aggancio - 51:45 - 2min | Penalità       | 2min - 06:39 - Cross-check - J. Abdelkader 2min - 37:23 - Controllo con la mano - J. Kindl |
| 45 - P - Jonathan Bernier 3 - D - Dion Phaneuf (C) 4 - D - Cody Franson 11 - C - Jay McClement (A) 12 - AS - Mason Raymond 15 - D - Paul Ranger 19 - AD - Joffrey Lupul (A) 21 - AS - James van Riemsdyk 24 - C - Peter Holland 28 - AD - Colton Orr 29 - AD - Jerry D'Amigo 34 - P - James Reimer 36 - D - Carl Gunnarsson 41 - AS - Nikolaj Kulëmin 42 - C - Tyler Bozak 43 - C - Nazem Kadri 44 - D - Morgan Rielly 51 - D - Jake Gardiner 71 - AD - David Clarkson 81 - C - Phil Kessel | Formazioni     | Jimmy Howard - P - 35 Brendan Smith - D - 2 Jakub Kindl - D - 4 Justin Abdelkader - AS - 8 Daniel Alfredsson - AD - 11 Pavel Dacjuk (A) - C - 13 Gustav Nyquist - C - 14 Patrick Eaves - AD - 17 Joakim Andersson - C - 18 Drew Miller - AS - 20 Tomáš Tatar - C - 21 Brian Lashoff - D - 23 Kyle Quincey - D - 27 Petr Mrázek - P - 34 Henrik Zetterberg (C) - AS - 40 Luke Glendening - C - 41 Todd Bertuzzi - AD - 44 Niklas Kronwall (A) - D - 55 Danny DeKeyser - D - 65 Daniel Cleary - AD - 71 |
| Randy Carlyle | Allenatori     | Mike Babcock |

### Giocatori non schierati
- Toronto Maple Leafs: Mark Fraser, John-Michael Liles, Frazer McLaren
- Detroit Red Wings: Jonas Gustavsson, Darren Helm, Mikael Samuelsson

### Migliori giocatori della partita
- 1º: Jonathan Bernier - 41 parate (.953) -  Toronto Maple Leafs
- 2°: Jimmy Howard - 24 parate (.924) -  Detroit Red Wings
- 3º: Tyler Bozak - 1 gol -  Toronto Maple Leafs